# Strebinow
Strebinow (polnisch Strzebniów) ist eine Ortschaft in Oberschlesien. Strebinow ist ein Ortsteil der Stadt Gogolin im Powiat Krapkowicki in der polnischen Woiwodschaft Oppeln.

## Geographie

### Geographische Lage
Das Straßendorf Strebinow liegt ein Kilometer südöstlich der Stadt Gogolin. Der Ort liegt in der Wyżyna Śląska (Schlesisches Hochland) innerhalb der Chełm (Chelm). Nördlich von Strebinow verläuft die Autobahn A4. Im Süden verläuft die Bahnstrecke Kędzierzyn-Koźle–Opole.

### Nachbarorte
Nachbarorte von Strebinow sind im Nordwesten die Stadt Gogolin, im Osten Sakrau (Zakrzów) und im Süden Oberwitz (Obrowiec).

## Geschichte

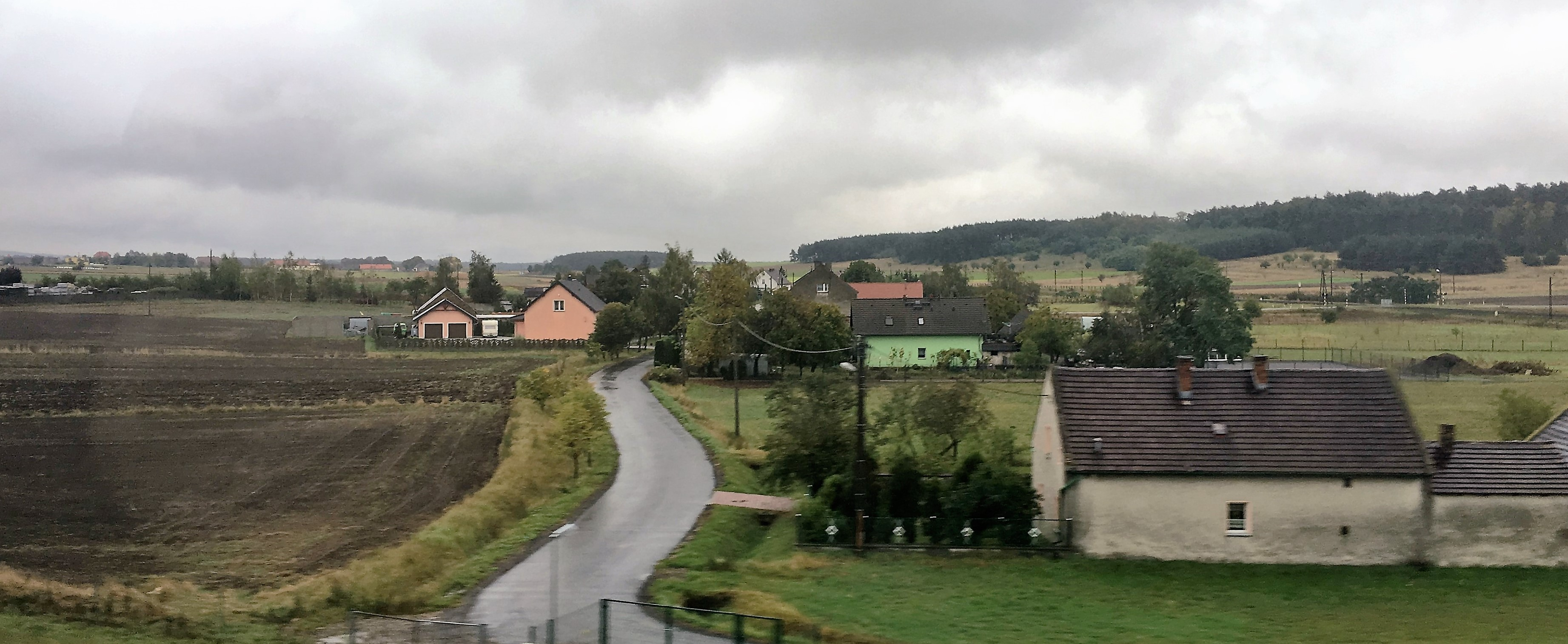
Blick auf den Ort

Der Ort wurde im 17. Jahrhundert gegründet und gehört der Familie von Gaschin. Nach dem Ersten Schlesischen Krieg fiel Strebinow 1742 mit dem größten Teil Schlesiens an Preußen.
1845 wurde der Ort als Strzebniow erwähnt und gehörte als Kolonie zur Gogolin. Im Taufbuch der Kirche Jeschona wird "Strzebniow" bereits in 1723 als Geburtsort genannt. 
Bei der Volksabstimmung in Oberschlesien am 20. März 1921 stimmten 22 Wahlberechtigte für einen Verbleib bei Deutschland und 69 für Polen. Strebinow verblieb beim Deutschen Reich. Der Gutsbezirk Strebinow wurde 1928 nach Gogolin eingemeindet. 1933 lebten im Ort 668 Einwohner. Bis 1945 befand sich der Ort als Ortsteil von Gogolin im Landkreis Groß Strehlitz.
1945 kam der bisher deutsche Ort unter polnische Verwaltung und wurde in Strzebniów umbenannt und der Woiwodschaft Schlesien angeschlossen. 1950 kam der Ort zur Woiwodschaft Oppeln und 1999 zum Powiat Krapkowicki. Am 30. April 2010 erhielt der Ort zusätzlich den amtlichen deutschen Ortsnamen Strebinow .

## Sehenswürdigkeiten
- Glockenkapelle